# Henri Padou senior
Henri Padou senior (* 15. Mai 1898 in Tourcoing, Frankreich; † 19. November 1981 in Wasquehal) war ein französischer Wasserballspieler und Schwimmer. Er gilt als einer der besten französischen Wasserballer aller Zeiten und wurde bereits 1970 in die International Swimming Hall of Fame eingeführt.
Padou nahm bereits am olympischen Turnier 1920 in Antwerpen teil. Er startete über 100 Meter Freistil und in der 4-mal-200-Meter-Staffel, konnte sich aber in beiden Wettbewerben nicht platzieren. Auch im Wasserball schied er mit der Auswahl Frankreichs nach einem 1:5 gegen Brasilien bereits in der ersten Runde aus.
Bei den Olympischen Spielen in Paris 1924 warf er ein Tor beim 3:0 über Belgien und gewann mit seinen Teamkollegen Paul Dujardin, Georges Rigal, Albert Deborgies, Noël Delberghe, Robert Desmettre und Albert Mayaud aus der französischen Nationalmannschaft die Goldmedaille. Außerdem war er wieder über 100 Meter Freistil und in der 4-mal-200-Meter-Staffel gemeldet, konnte aber dort auch keine Erfolge erzielen. Bei den Olympischen Spielen 1928 in Amsterdam verlor die französische Mannschaft im Halbfinale gegen Ungarn mit 3:5 und konnte nach Siegen gegen die USA, Großbritannien und Argentinien die Bronzemedaille holen, wobei die Medaillengewinner nach dem aufwendigen Bergvall-System ausgespielt wurden. Padou warf in dem Turnier insgesamt drei Tore.
An den Olympischen Spielen 1932 nahm die französische Mannschaft nicht teil, dafür war er aber 1936 in Berlin erneut im Alter von 38 Jahren am Start. Das Team konnte dort die Gruppenphase überstehen, verlor aber in der Finalrunde 1:3 gegen Belgien und 0:5 gegen Ungarn und blieb ohne Medaille.
Padou spielte zeitlebens für den damaligen nationalen Seriensieger und langjährigen Rekordmeister EN Tourcoing. Sein Sohn Henri Padou junior konnte bei den Olympischen Spielen 1948 in London eine Bronzemedaille in der 4-mal-200-Meter-Freistilstaffel gewinnen.